# The Amazing Maurice
The Amazing Maurice is een Brits-Duitse animatiefilm uit 2022, geregisseerd door Toby Genkel en Florian Westermann naar een scenario van Terry Rossio, gebaseerd op het jeugdboek The Amazing Maurice and His Educated Rodents (Mirakelse Maurits en zijn Gestudeerde Knaagdieren) van Terry Pratchett uit 2001.

## Verhaal
De pratende kat Maurice trekt samen met een stel intelligente en pratende ratten rond om geld uit de zakken van de mensen te halen. Hij gaat van dorp tot dorp om hen over een rattenplaag te vertellen en laat hen geld betalen aan "rattenvanger" Keith, een jongeman die meewerkt aan het bedrog, en de ratten zogezegd meelokt met fluitmuziek. Als ze aankomen in de stad Bad Blintz, blijkt deze een gebrek aan voedsel te hebben en er zijn geen lokale ratten aanwezig. Keith en Maurice ontmoeten de dochter van de burgemeester, Malicia, die hen verplicht te helpen om het mysterie op te lossen.

## Stemverdeling
| Personage           | Engelse stem       | Nederlandse stem | Vlaamse stem |
| ------------------- | ------------------ | ---------------- | ------------ |
| Maurice             | Hugh Laurie        |                  |              |
| Malicia             | Emilia Clarke      |                  |              |
| Boss Man / Rat King | David Thewlis      |                  |              |
| Keith               | Himesh Patel       |                  |              |
| Peaches             | Gemma Arterton     |                  |              |
| de burgemeester     | Hugh Bonneville    |                  |              |
| Dangerous Beans     | David Tennant      |                  |              |
| Pied Piper          | Rob Brydon         |                  |              |
| Nourishing          | Julie Atherton     |                  |              |
| Darktan             | Ariyon Bakare      |                  |              |
| Sardines            | Joe Sugg           |                  |              |
| De Dood             | Peter Serafinowicz |                  |              |

## Release en ontvangst
The Amazing Maurice ging op 13 november 2022 in première op het Manchester Animation Festival en werd op 16 december 2022 in het Verenigd Koninkrijk uitgebracht door Sky Cinema. De film kreeg zijn Amerikaanse première op het Sundance Film Festival in januari 2023. De film kreeg gemengde kritieken van de filmcritici, met een score van 73% op Rotten Tomatoes, gebaseerd op 52 beoordelingen.

## Prijzen en nominaties
De belangrijkste:
| Jaar | Prijs                | Categorie          | Genomineerde(n)    | Uitslag     |
| ---- | -------------------- | ------------------ | ------------------ | ----------- |
| 2023 | Europese Filmprijzen | Beste animatiefilm | Beste animatiefilm | Genomineerd |